# Jürgen Hardt

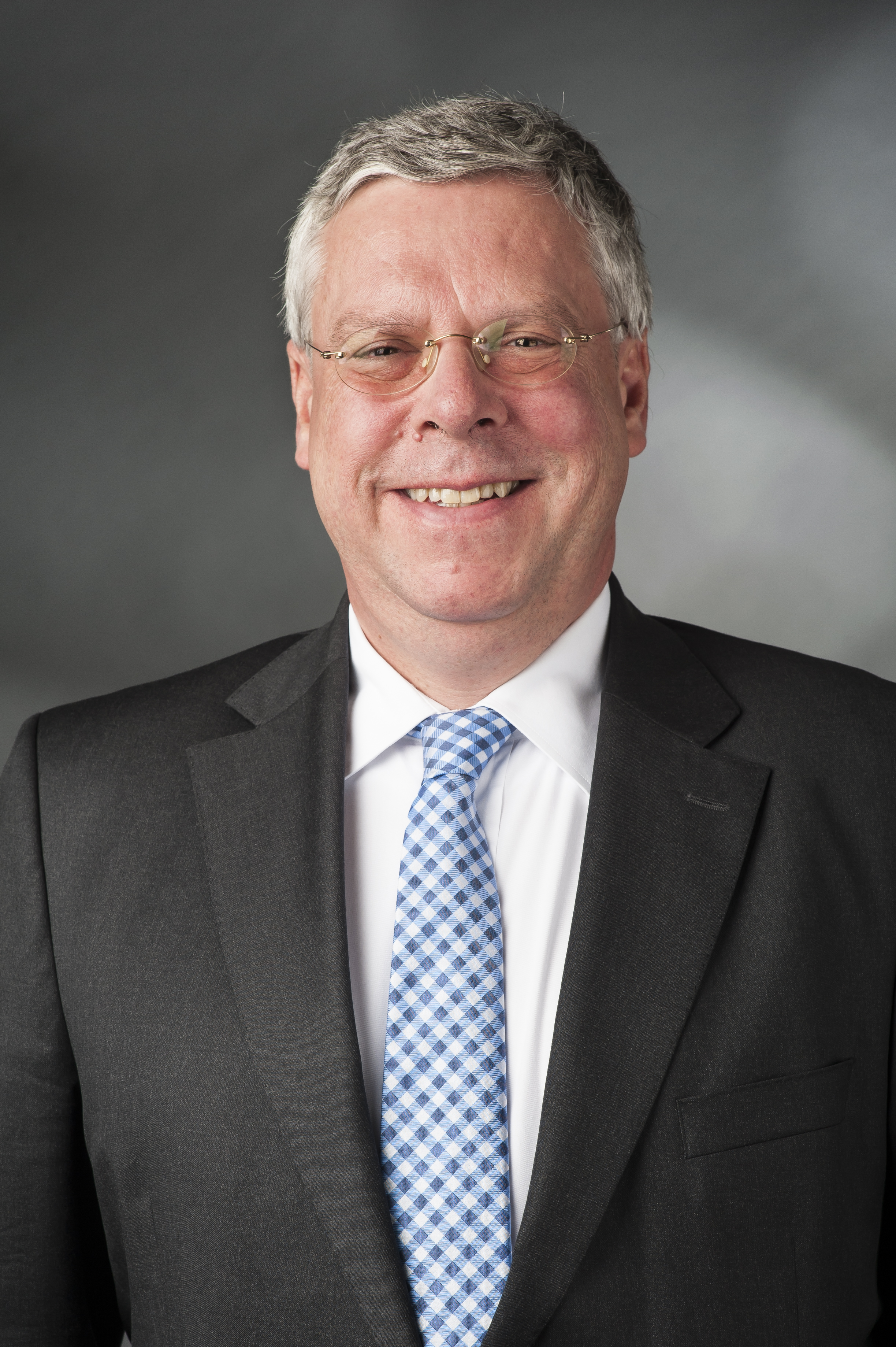
Der Bundestagsabgeordnete Jürgen Hardt (2014)

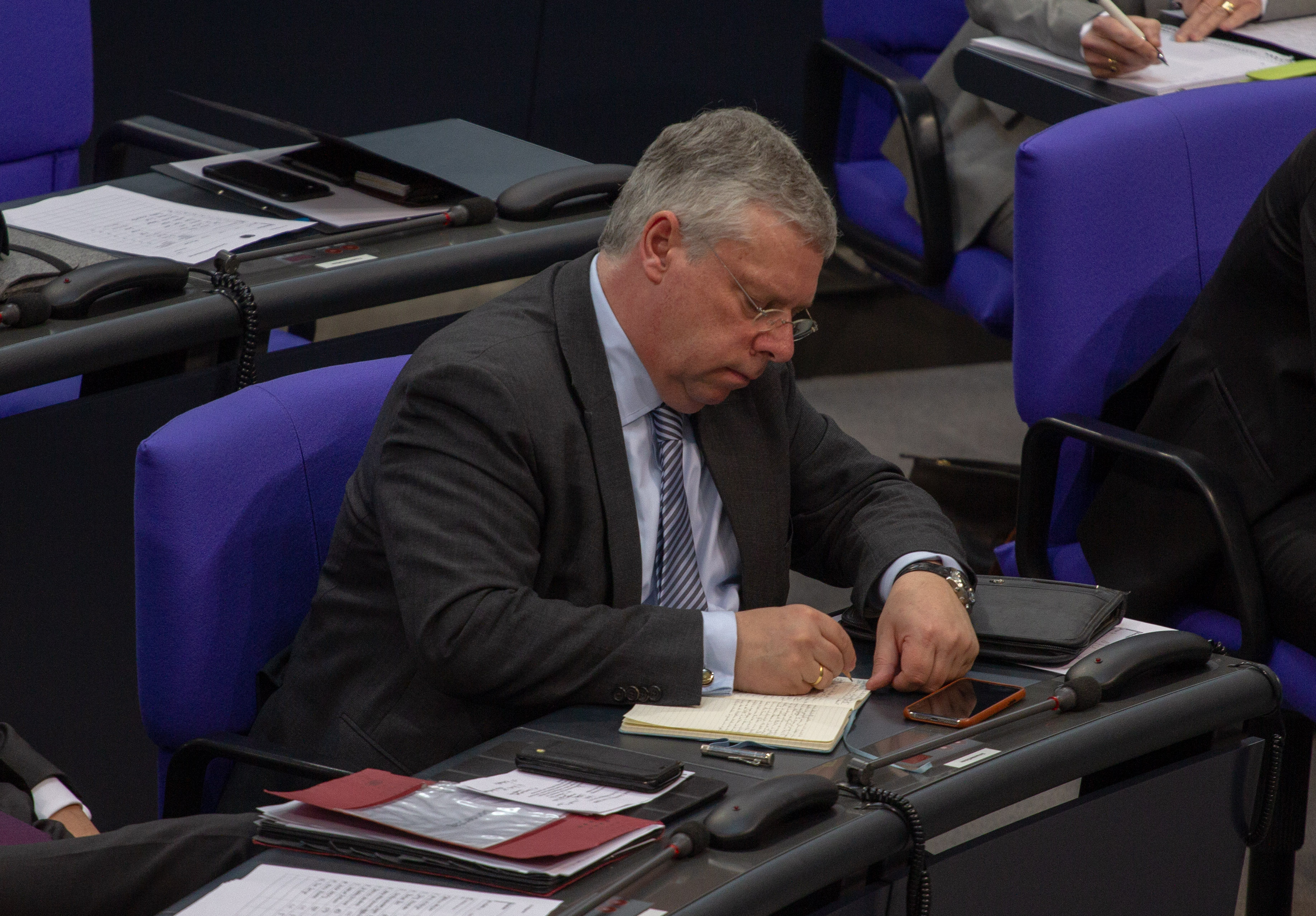
Jürgen Hardt (2019)

Jürgen Hardt (* 30. Mai 1963 in Hofheim am Taunus) ist ein deutscher Politiker (CDU) und Volkswirt. Hardt ist seit 2009 Mitglied des Deutschen Bundestages. Er ist außenpolitischer Sprecher der CDU/CSU-Bundestagsfraktion und gehört dem Fraktionsvorstand an.

## Leben und Wirken
Nach dem Abitur 1982 am Taunusgymnasium in Königstein im Taunus ließ sich Hardt bei der Bundeswehr zum Marineoffizier ausbilden und ist heute Oberleutnant zur See der Reserve. Nach vier Jahren bei der Marine absolvierte er ein Studium der Volkswirtschaftslehre in Heidelberg und Köln, das er 1993 als Diplomvolkswirt abschloss.
Von 1992 bis 1998 arbeitete Hardt in der CDU-Bundesgeschäftsstelle als Abteilungsleiter Sozialpolitik, später als Büroleiter beim Generalsekretär Peter Hintze und anschließend bis 2001 als Referent für Europapolitik für die CDU/CSU-Bundestagsfraktion.
Vor seiner Wahl in den Deutschen Bundestag war er acht Jahre lang leitender Angestellter beim Wuppertaler Familienunternehmen Vorwerk, zuletzt als Leiter der Unternehmenskommunikation.

## Partei
Hardt trat 1981 in die CDU ein. Von 1987 bis 1989 war er Bundesvorsitzender des Rings Christlich-Demokratischer Studenten. Von 2004 bis 2009 gehörte er dem Rat der Stadt Wuppertal an, von 2003 bis 2014 war er Kreisvorsitzender der CDU Wuppertal. Seit 2005 ist Hardt stellvertretender Vorsitzender des CDU-Bezirks Bergisches Land.

## Abgeordneter
Seit 2009 ist Hardt Mitglied des Deutschen Bundestages. Hier war er zunächst Ordentliches Mitglied im Auswärtigen Ausschuss des Deutschen Bundestages und Stellvertretendes Mitglied im Ausschuss für Angelegenheiten der Europäischen Union, im Gemeinsamen Ausschuss und im Verteidigungsausschuss. In der 17. Wahlperiode war er ferner Mitglied des Untersuchungsausschusses zur Aufklärung der Vorgänge um den Luftangriff bei Kundus. Seit Beginn der 20. Wahlperiode ist er außerdem Stellv. Mitglied im Unterausschuss Vereinten Nationen, internationale Organisationen und zivile Krisenprävention.
Hardt zog 2021 als direkt gewählter Abgeordneter des Bundestagswahlkreises Solingen – Remscheid – Wuppertal II in den Bundestag ein. Bei der Bundestagswahl 2017 erreichte er 38,2 % der Erststimmen. Bei der Bundestagswahl 2013 erreichte er 44,3 % der Erststimmen.
Bei der Bundestagswahl 2021 verlor Hardt seinen Wahlkreis mit 27,6 zu 32,6 Prozent der Erststimmen an Ingo Schäfer von der SPD, konnte jedoch nach Bekanntgabe des endgültigen Wahlergebnisses und Neuberechnung der Ausgleichsmandate über seinen CDU-Landeslistenplatz 22 wieder in den Bundestag einziehen.
Von April 2014 bis April 2018 war Jürgen Hardt Koordinator der Bundesregierung für die transatlantische Zusammenarbeit im Auswärtigen Amt.
Im November 2024 wählte die CDU Hardt wieder zum Direktkandidaten für den Wahlkreis Solingen – Remscheid – Wuppertal II.
Bei der Bundestagswahl 2025 errang er 32,4 Prozent der Erststimmen und zog direkt in den 21. Deutschen Bundestag ein. Dort ist er ordentliches Mitglied im Auswärtigen Ausschuss und stellvertretendes Mitglied im Ausschuss für die Angelegenheiten der Europäischen Union.

## Positionen
Im Juni 2017 gab Hardt seine Stimme gegen die Einführung der gleichgeschlechtlichen Ehe ab. 2018 unterstützte er Annegret Kramp-Karrenbauer für die Nachfolge im Parteivorsitz.

### Haltung zu Russland
Nachdem die Bundesanwaltschaft die russische Regierung für den Mordanschlag auf Selimchan Changoschwili verantwortlich machte, forderte Hardt 2020 verschärfte Sanktionen gegen Russland.
Im Falle der Vergiftung Nawalnys im August 2020 äußerte Hardt, Russland sei „kein vertrauenswürdiger Partner“, die EU müsse „eine gemeinsame klare Sprache gegenüber Russland“ finden, die auch die Wirtschaftsbeziehungen miteinbeziehe. Er warnte außerdem vor einem Eingreifen Russlands in Belarus. Europa müsse solidarisch mit der Freiheitsbewegung in Belarus sein. Er äußerte sich kurz nach dem 2024 erfolgten Tod des Kremlkritikers: „Alexei Nawalnys Tod ist eine Tragödie und ein Verlust für die Demokratiebewegung und die Menschenrechte in Russland. Alexei Nawalny wurde ermordet vom feigen Diktator Putin.“ In Bezug auf den russischen Überfall auf die Ukraine ist Jürgen Hardt seit Anbeginn einer der lauteren Verfechter von Lieferungen schwerer Waffen an die Ukraine. Auch schon zuvor hatte er immer wieder für die Lieferung von Defensivwaffen und eine entschiedenere Haltung gegenüber Russland geworben.

### Tigrai-Konflikt
Hardt nannte 2019 auf seiner Webseite die Friedensnobelpreisvergabe für den seit 2018 regierenden äthiopischen Premierminister Abiy Ahmed eine zukunftsweisende Entscheidung und sah im 2020 entstandenen Bürgerkrieg zwischen der Zentralregierung und der Provinz Tigray, der sich an der Durchführung von Regionalwahlen im September 2020 trotz des Verbots wegen der COVID-19-Pandemie in Äthiopien durch die Zentralregierung entzündete, die Verantwortung auf beiden Seiten: „Ich fordere von den Militärführern aus Tigray ebenso wie vom Nobelpreisträger und äthiopischen Staatschef Abiy Ahmed, die Kampfhandlungen umgehend einzustellen“. Im März 2021 erklärte er, die Tigrinya seien in Deutschland gut vernetzt und hätten gute Verbindungen zu Menschenrechtsorganisationen; sie verstünden es, diese Verbindungen gegen die äthiopische Regierung zu mobilisieren. Am 15. Dezember 2022 erklärte Hardt im Remscheider General-Anzeiger mit Blick auf die Lage in Tigray, es gäbe „klare Hinweise auf einen systematischen Völkermord, mit dem Ziel der Ausrottung des gesamten Volkes. Die Regierung von Äthiopien, selbst im Kampf gegen die Aufständischen in Tigray, begeht selbst Völkerrechtsverbrechen und lässt die eritreischen Truppen gewähren.“

### Nahostkonflikt und Krieg in Israel und Gaza seit 2023
Mit Blick auf den Nahostkonflikt tritt Hardt als Untestützer Israels auf und ist Mitglied der Deutsch-Israelischen Gesellschaft. Im 2023 auf den Terrorangiff der Hamas auf Israel folgenden Krieg in Gaza betonte er Israels Selbstverteidigungsrecht. Hardt setzt sich für die Ausweitung von Waffenlieferungen an Israel ein und kritisierte Vorstöße aus den Reihen der Bundestagsfraktionen der SPD, Grünen und Linken, die Lieferungen aufgrund der israelischen Kriegsführung im Gazastreifen einzustellen. Zuletzt forderte er im Mai 2025, weiterhin Waffen an das Land zu liefern, dies sei konkreter Ausdruck der deutschen „Staatsraison.“
Ob die israelische Kriegsführung in dieser Form gerechtfertigt sei, müsse Israel in Zukunft selbst überprüfen und analysieren. Bezüglich der von der israelischen Regierung über den Gazastreifen verhängten vollständigen Blockade von Hilfsgütern hielt er fest: „Die israelische Regierung sagt, wenn wir Hilfsgüter hineingeben, kommen sie nur der Hamas zugute und nicht der Bevölkerung die wir schützen wollen. Diese These muss erstmal widerlegt werden.“ Anlässlich des sechzigsten Jahrestages der Aufnahme diplomatischer Beziehungen zwischen Israel und der BRD sagte er im Mai 2025: „Es steckt noch enormes Potenzial in mehr wirtschaftlichem, zivilgesellschaftlichem und kulturellem Austausch zwischen Deutschland und Israel. Wir blicken auf diese Beziehung nicht mit Sorge, sondern voller Freude und Zuversicht.“

## Mitgliedschaften
- Ordentliches Mitglied im Auswärtigen Ausschuss
- Stellv. Mitglied im Ausschuss für die Angelegenheit der Europäischen Union[1]
- Stellv. Mitglied im Gemeinsamer Ausschuss
- Stellv. Mitglied der Parlamentarischen Versammlung der OSZE
- Stellv. Mitglied in Deutsch-Französischen Parlamentarischen Versammlung[31]
- Mitglied im Vorstand der Europäischen Volkspartei.[2]
- Mitglied des Stiftungsrates der Stiftung Wissenschaft und Politik (SWP)
- Mitglied des Präsidiums der Deutschen Gesellschaft für Auswärtige Politik e. V
- Vizepräsident der Deutsch-Israelischen Gesellschaft[32]
- Mitglied der überparteilichen Europa-Union Deutschland[33]

## Privates
Hardt ist evangelisch, verheiratet und Vater einer Tochter.

## Veröffentlichungen
- Die USA und Deutschland – Freunde in turbulenten Zeiten, kreuz-und-quer.de vom 27. Oktober 2014.